# تفجيرات البصرة في 21 نيسان 2004
تفجيرات البصرة في 21 أبريل 2004 عبارة عن سلسلة من التفجيرات بسيارات ملغومة كبيرة حدثت في البصرة جنوب العراق في 21 أبريل 2004. قتل 74 شخصا وأصيب أكثر من 100 بجروح. كانت بعض الهجمات دموية في جنوب العراق منذ سقوط نظام الرئيس صدام حسين.